# Torneo de Monterrey 2015
El Monterrey Open 2015 es un torneo de tenis femenino jugado en cancha duras al aire libre. Esta es la 7.ª edición del Abierto de Monterrey, un torneo internacional. Se llevó a cabo en el Club de Tenis Sierra Madre en Monterrey, México, del 2 al 8 de marzo.

## Cabezas de serie

### Individual
| Tenista                   | Ranking | Preclasificada |
| Ana Ivanovic              | 6       | 1              |
| Eugenie Bouchard          | 7       | 1              |
| Sara Errani               | 12      | 3              |
| Jelena Janković           | 23      | 4              |
| Caroline Garcia           | 30      | 5              |
| Timea Bacsinszky          | 36      | 6              |
| Anastasiya Pavliuchenkova | 40      | 7              |
| Sloane Stephens           | 41      | 8              |

- Ranking del 23 de febrero de 2015

### Dobles
| Tenista                          | Ranking | Preclasificada |
| Timea Babos Kristina Mladenovic  | 28      | 1              |
| Andrea Hlaváčková Lucie Hradecká | 43      | 2              |
| Darija Jurak Megan Moulton-Levy  | 110     | 3              |
| Kiki Bertens Johanna Larsson     | 147     | 4              |

## Campeonas

### Individuales femeninos
Timea Bacsinszky venció a  Caroline Garcia por 4-6, 6-2, 6-4

### Dobles femenino
Gabriela Dabrowski /  Alicja Rosolska vencieron a  Anastasia Rodionova /  Arina Rodionova por 6-3, 2-6, [10-3]